# Miško Madjarič
Miško Madjarič ali Mihael Madjarič (madžarsko Magyarics Mihály) * Mali Dolenci, 31. januar, 1825; † Mali Dolenci, 8. januar, 1883.
Rodil se je v Malih Dolencih (danes Dolenci, Šalovci) očetu Jakobu Madjariču ter materi Ani Mešič. Njegovo delo je prekmurska rokopisna pesmarica, ki ima 279 strani in 115 pesmi.
Umrl je v svoji rojstni vasi. Pokopali so ga v Velikih Dolencih 10. januarja, 1883.